# 我只在乎你 (2005年電視劇)
《我只在乎你》（英語：Only you） 是一部台灣電視劇，由劉松仁、涂善妮、何如芸、唐文龍、彭于晏、楊謹華、陳宇凡、李康宜主演。2004年6月9日開拍，2004年11月29日殺青。
2005年7月8日至2005年8月16日每週一至週五晚上八點於華視播出。2007年於江苏影视频道播出。

## 概要
「執法悍將」檢察官王浩然，為了對於身為父親的偏執與封建，造成父子之間的情仇故事。

## 播出時間

### 首播
| 頻道     | 所在地   | 播放日期      | 播出時間            | 播放長度 |
| -------- | -------- | ------------- | ------------------- | -------- |
| 華視     | 台灣     | 2005年7月8日  | 每週一至週五20:：00 | 90分鐘   |
| 江苏影视 | 中國大陸 | 2007年5月16日 | 每周一至周五17：30  | 90分鐘   |

### 重播
| 頻道 | 所在地 | 播放日期       | 播出時間           | 播放長度 |
| ---- | ------ | -------------- | ------------------ | -------- |
| 華視 | 台灣   | 2013年11月18日 | 每週一至週三14：00 | 60分鐘   |

## 演員陣容

### 主要角色
| 演員   | 角色   | 稱呼／關係 | 登場                                                                                     |
| 劉松仁 | 王浩然 | 浩然、Uncle、王檢察長 林佩瑤老公，林青雲父親，丁宛秋養父 丁竹筠、徐曉清好友 余純純、雷鳴、游可頤老師 徐政文長官，老師 甘采霓大學同學 檢察長，後為大學教授    | 全劇                                                                                     |
| 涂善妮 | 林佩瑤 | 佩瑤 王浩然老婆，林青雲母親 丁竹筠、徐曉清好友 稱陳宏飛為陳先生 慈馨基金會執行長，後改選                                                                     | 第1集～第10集 第12集、第14集 第16集～第24集 第26集～第29集 第31集～第34集 第36集～第43集 |
| 何如芸 | 甘采霓 | 采霓、甘律師 游可頤表姊 怨恨但也愛王浩然 厭惡林佩瑤 王浩然大學同學 以律律師事務所老闆 吳義公司的法律顧問 介入王浩然和林佩瑤的第三者                          | 第1集～第21集 第23集～第42集                                                             |
| 唐文龍 | 陳宏飛 | 阿飛、陳叔、陳董事長 陳雪娟父親，方玉秀前夫 仇恨王浩然、甘采霓 視丁竹筠夫婦和李文生夫婦為恩人 稱林佩瑤為林小姐 周師傅董事長，後離開 是個身材保養得宜的中年人 | 第1集～第19集 第21集～第43集                                                             |
| 彭于晏 | 林青雲 | 青雲、陳宏 王浩然、林佩瑤兒子 陳雪娟青梅竹馬 丁宛秋小學同學，喜歡宛秋 小宇、阿坤好友，口頭禪為麻瓜 電腦專家(駭客)                                            | 第1集 第9集～第43集                                                                      |
| 楊謹華 | 丁宛秋 | 宛秋、丁律師 丁竹筠、徐曉清女兒，王浩然養女 雷鳴、游可頤大學好友 林青雲小學同學，喜歡青雲(陳宏) 甘采霓律師事務所員工，後離開                                 | 第1集 第9集～第43集                                                                      |
| 陳宇凡 | 雷鳴   | 菜鳥 丁宛秋、游可頤大學好友 王浩然學生 喜歡宛秋，後愛上雪娟 觸週刊記者，高柏青同事                                                                           | 第9集～第41集 第42集(照片)                                                               |
| 李康宜 | 陳雪娟 | 丫頭、雪娟、大哥、小學生 陳宏飛女兒 林青雲青梅竹馬 喜歡青雲，後愛上雷鳴 銀行專員，後被調職                                                                   | 第9集～第35集 第37集～第43集                                                             |

### 其他角色
| 演員   | 角色     | 稱呼／關係                                                                                  | 登場 |
| 唐琪   | 王孫碧芝 | 王媽媽、王老太太 王浩然母親 林佩瑤婆婆 屬意甘采霓成為王家媳婦                               | 第1集～第3集 第5集～第8集 |
| 湯志偉 | 丁竹筠   | 竹筠、丁檢座 檢察官 丁宛秋父親，徐曉清之夫 王浩然好友 陳宏飛恩人                            | 第1集～第8集 第12集(照片)、第17集(照片)、第26集(回憶)、第33集(照片)、第37集(照片)、第38集(照片)、第43集(照片)                      |
| 桑妮   | 徐曉清   | 曉清 丁宛秋母親，丁竹筠之妻 王浩然好友 陳宏飛恩人                                           | 第1集～第6集 第8集、第12集(照片)、第17集(照片)、第26集(回憶)、第33集(照片)、第34集(臉影)、第37集(照片)、第38集(照片)、第43集(照片) |
| 楊少文 | 吳義     | 吳董、吳董事長 大義集團董事長 黑道老大之反派                                                | 第1集～第3集 第5集、第6集 第8集～第15集 第17集～第20集 第24集 第26集～第38集                                                       |
| 蔡阿炮 | 李文生   | 生哥 林秀梅老公 陳宏飛恩人                                                                  | 第3集～第9集 第11集、第16集、第22集(側影)、第27集、第28集、第34集、第41集(背影)、第42集、第43集                                    |
| 林美秀 | 林秀梅   | 小梅、小梅姐 李文生老婆 陳宏飛恩人                                                          | 第3集～第8集 第27集(回憶)、第37集(回憶)                                                                                            |
| 那維勳 | 高柏青   | 高哥、柏青哥 觸週刊記者，雷鳴同事 徐政文好友                                                | 第10集～第18集 第20集～第26集 第28集 第30集～第37集 第39集～第42集                                                                 |
| 黃柏文 | 徐政文   | 政文、徐檢座 檢察官 徐茂雄兒子 王浩然下屬，學生 高柏青好友 暗戀雪娟 游可頤學長              | 第10集～第16集 第21集～第24集 第26集～第29集 第32集～第38集 第40集～第43集                                                         |
| 許安安 | 游可頤   | 可頤 甘采霓表妹，游華明女兒 丁宛秋、雷鳴大學好友 王浩然學生 徐政文學妹 甘采霓律師事務所員工 | 第10集、第11集、第13集、第14集、第16集、第20集、第22集、第23集、第28集、第30集 第34集～第36集 第38集～第40集 第41集、第43集        |
| 田恩沛 | 小宇     | 陳建宇（於第10集、第34集曾出現全名） 林青雲好友 陳宏飛司機                                  | 第9集～第19集 第21集～第24集 第28集、第30集、第31集 第33集～第38集 第40集、第41集                                                  |
| 周文賢 | 阿坤     | 楊坤祥（於第33集、第36集曾出現全名） 林青雲好友 吳義手下，後背叛                            | 第17集、第19集、第20集 第22集～第39集 第41集～第43集                                                                               |

### 友情客串
| 演員   | 角色     | 稱呼／關係                                                                   | 登場 |
| 丁文琪 | 余純純   | 純純 法律系大學生，王浩然學生 想幫助林佩瑤卻遭婉拒 喜歡工友陳宏飛            | 第3集～第6集                                                                                                |
| 馮翊剛 | 劉玉良   | 法律系系主任                                                                 | 第3集 |
| 張復周 | 游華明   | 甘采霓姑丈，游可頤父親 丁竹筠學長 檢察總長                                   | 第4集、第11集、第13集、第14集(回憶)、第16集、第42集                                                         |
| 褚明仁 | 總編輯   | 老總 觸週刊總編輯，高柏青、雷鳴上司                                          | 第9集、第10集、第14集、第19集 第24集～第26集 第28集、第30集、第31集、第33集、第39集                         |
| 董至成 | 徐茂雄   | 徐立委 徐政文父親 誤認林佩瑤為陳宏飛夫人                                     | 第16集、第22集、第28集、第35集                                                                              |
| 丁國琳 | 方玉秀   | 陳宏飛前妻，陳雪娟生母 前夫出獄後不堪歧視嘲笑，丟下女兒去了日本              | 第21集～第24集 第31集                                                                                       |
| 李嘉文 | 孫啟仁   | 周師傅員工 受吳義威脅去竊取陳宏飛研發的新產品資料                            | 第18集、第22集、第27集、第28集 第31集～第33集                                                               |
| 吳橙豐 | 陳鋒     | 吳義手下                                                                     | 第3集、第6集、第12集、14集、第17集、第19集、第24集、第27集 第29集～第32 第34集～第36集                      |
| 陳冠廷 | 童年青雲 | 丁宛秋的同學 從小就不知道自己的父親是誰 由媽媽林佩瑤獨自扶養長大             | 第6集～第9集 第11集(回憶)、第12集(回憶)、第18集(回憶)、第26集(回憶)                                         |
|        | 童年宛秋 | 林青雲的同學 丁竹筠、徐曉清的寶貝女兒 然而一個夜晚卻成為了孤兒               | 第6集、第8集、第12集(照片)、第26集(回憶)、第37集(照片)                                                      |
| 朱書緯 | 童年雪娟 | 丫頭 與青雲結拜 陳宏飛的丫頭 李文生、林秀梅自幼看著長大並當自己的女兒疼      | 第6集～第9集 第11集(回憶)、第12集(回憶)、第18集(回憶)                                                       |
|        | 周董     | 周仲南（於第4集曾出現全名） 李文生、林秀梅房東 陳宏飛的恩人 周師傅的老董事長 | 第6集、第7集、第9集(照片)、第34集                                                                           |
|        | 阿良     | 葉俊良（於第15集曾出現全名） 吳義的手下 小宇的老大                           | 第9集～第13集 第15集                                                                                        |
| 赫容   | 甘媽媽   | 赫容（於第38集曾出現全名） 甘采霓的媽媽 錯認林佩瑤為自己的女兒霓霓           | 第2集(側影)、第11集、第16集、第19集、第21集、第27集、第28集、第32集、第33集、第36集、第38集、第41集、第42集 |
| 柳廣輝 | 超人     | 王建超（於第22集曾出現全名） 藝廊老闆 林青雲、阿坤的朋友                     | 第16集、第18集、第19集、第22集、第28集                                                                      |

## 電視劇歌曲
| 曲別   | 歌名             | 演唱者 | 作詞   | 作曲   |
| 片頭曲 | 我只在乎你       | 蕭瀟   | 慎芝   | 三木   |
| 片尾曲 | 其實你不懂我的心 | 白吉勝 | 陳桂珠 | 童安格 |

## 電視原聲帶
《我只在乎你電視原聲帶》是台灣華視八點檔《我只在乎你》的電視原聲帶，片數為1CD，包含劇中片頭曲、片尾曲、插曲及配樂，另收錄多首經典情歌，台灣EMI於2005年8月5日發行。
| 我只在乎你電視原聲帶 | 我只在乎你電視原聲帶            | 我只在乎你電視原聲帶 | 我只在乎你電視原聲帶 | 我只在乎你電視原聲帶 | 我只在乎你電視原聲帶 | 我只在乎你電視原聲帶  |
| 曲序                 | 曲目                            |                      | 作曲                 | 编曲                 | 演唱                 | 备注                  |
| -------------------- | ------------------------------- | -------------------- | -------------------- | -------------------- | -------------------- | --------------------- |
| 1.                   | Introduction（序曲）            |                      |                      |                      | （配樂）             |                       |
| 2.                   | 我只在乎你                      | 慎芝                 | 三木                 |                      | 蕭瀟                 | 原唱：鄧麗君          |
| 3.                   | 其實你不懂我的心                | 陳桂珠               | 童安格               | 張弘毅               | 白吉勝               | 原唱：裘海正          |
| 4.                   | Somewhere in Time               | Belinda Foo          | Belinda Foo          |                      | Rita                 |                       |
| 5.                   | 我的未來不是夢                  | 陳家麗               | 翁孝良               | 胡彥斌               | 胡彥斌               | 原唱：張雨生          |
| 6.                   | 他一定很愛你                    | 李志清               | 李志清               | 江建民               | 江美琪               | 原唱：阿杜            |
| 7.                   | 囚鳥                            | 十一郎               | 張宇                 | 屠穎                 | 張宇                 | 原唱：彭羚            |
| 8.                   | 親密愛人                        | 小蟲                 | 小蟲                 | 王治平               | 鄺美雲               | 原唱：梅豔芳          |
| 9.                   | Just when I needed you most     | Randy Vanwarmer      | Randy Vanwarmer      |                      | 優客李林             | 原唱：Randy Vanwarmer |
| 10.                  | 我只在乎你（抒情演奏版）        |                      |                      |                      | （配樂）             |                       |
| 11.                  | Somewhere in Time（抒情演奏版） |                      |                      |                      | （配樂）             |                       |
| 12.                  | 忙與盲                          | 袁瓊瓊               | 李宗盛               | Jae Chong            | 黃立行               | 原唱：張艾嘉          |
| 13.                  | 我只在乎你（狂愛熾熱版）        |                      |                      |                      | （配樂）             |                       |
| 14.                  | 我怎能離開你                    | 海舟/瓊瑤            | 古月                 | 李雨寰               | 許茹芸               | 原唱：鄧麗君          |
| 15.                  | 其實你不懂我的心（吉他演奏版）  |                      |                      |                      | （配樂）             |                       |
| 16.                  | 三月裡的小雨                    | 小軒                 | 譚健常               | Martin Tang          | 巫啟賢               | 原唱：劉文正          |
| 17.                  | 其實你不懂我的心（口琴配樂版）  |                      |                      |                      | （配樂）             |                       |
| 18.                  | 我只在乎你（浪漫情懷版）        |                      |                      |                      | （配樂）             |                       |
| 19.                  | 我是如此愛你                    | 姚謙                 | 殷文琦               |                      | 侯湘婷               | 原唱：林慧萍          |
| 20.                  | 我只在乎你（最後告別版）        |                      |                      |                      | （配樂）             |                       |

## 拍攝場景

### 台北市
- 中正區：台灣台北地方法院檢察署、國立中正文化中心、麗舍時尚婚紗
- 萬華區：恆安老人養護中心
- 大安區：黑風寨主題餐廳、牛魔王牛排館、LOUISE Bar
- 松山區：麥叔叔義式料理
- 中山區：龍江路（第5集陳宏飛機車擦撞到林佩瑤的轉彎路口）
- 松山區：三碗公豬腳拌麵
- 士林區：單車喜客

### 新北市
- 淡水區：淡江大學、淡水漁人碼頭[10]、海中天溫泉飯店
- 土城區：台北看守所
- 金山區：金寶山墓園
- 烏來區：上谷清流溫泉會館
- 蘆洲區：臺北縣政府警察局蘆洲分局延平派出所
- 板橋區：銀河LOUNGE
- 八里區：大崁國小

### 基隆市
- 信義區：基隆市警察局

### 新竹縣
- 關西鎮：六福村主題遊樂園

### 彰化縣
- 彰化市：秀傳醫院

## 製作團隊
- 監製：許永德
- 製作人：林逢春、劉瑋慈
- 編審：江順結、王冠
- 導演：王曉海
- 編劇：星勢力編劇群
- 製作公司：宏將廣告股份有限公司、星勢力娛樂股份有限公司
- 配樂：吳嘉祥
- 音樂設計：吳嘉莉
- 製片統籌：王顯志
- 後期統籌：孫碧臨
- 製作協調：蔡適韓、謝欣恬
- 攝影：蔡昱華、蔡坤庭、李建宏
- 燈光：李昌霖、呂慶鑫
- 美術：楊新主
- 副導演：孫碧臨、龐清正
- 場記：王妙紅、陳誌鴻、許麗華
- 製片：許財源、王碧源
- 執行製作：蔡永隆、陳柏嘉、周文賢
- 攝影助理：陳育仁、黃俊燦、蕭雲忠
- 道具：洪銘紳、張錫強、楊怡梅、游振玄、湯政澄
- 場務：吳橙豐、馮冠章、林家賢
- 服裝造型、梳化妝：林玉雪、許家蓉
- 服裝管理：郭素芳、鮑湘君
- 錄音配音：嘉莉錄音工坊
- 剪輯：譚永冰、潘秋燕、連育菁、吳勝峰
- 後期製作：合瑪傳播

## 宣傳活動
- 2004年8月12日：媒體見面會[8][11]，出席演員：劉松仁、涂善妮、何如芸、唐文龍、彭于晏、楊謹華、陳宇凡、李康宜
- 2004年11月29日：新樂園餐廳慶功殺青酒會[2]，出席演員：劉松仁、彭于晏、楊謹華、陳宇凡、黃柏文、田恩沛
- 2005年7月7日：造勢記者會(試片會)[12]，出席演員：劉松仁、涂善妮、唐文龍、彭于晏、楊謹華、陳宇凡、董至成，主持人：黃柏文
- 2005年7月17日：吉普車夜市造勢掃街[13][14]，出席演員：彭于晏、楊謹華、陳宇凡
- 2005年7月17日：新竹演員簽名會[15]，出席演員：彭于晏、楊謹華
- 2005年7月24日：台北、台中、台南演員見面會[16]，出席演員：涂善妮、彭于晏、楊謹華、陳宇凡、李康宜

## 節目獎項
| 第41屆金鐘獎     |        |      |
| 獎項             | 入圍者 | 結果 |
| 戲劇節目男配角獎 | 彭于晏 | 提名 |

## 新聞
- 楊謹華玩狗受傷掛急診 （页面存档备份，存于）
- 彭于晏真實人生痛哭入戲

## 作品的變遷
| 華視主頻 星期一~五20:00 - 21:30            | 華視主頻 星期一~五20:00 - 21:30            | 華視主頻 星期一~五20:00 - 21:30 |
| ------------------------------------------ | ------------------------------------------ | ------------------------------- |
|                                            | 我只在乎你 （2005年7月8日－2005年8月16日） |                                 |
| 生命的太陽 （2005年3月31日－2005年7月7日） | 舊情綿綿 （2005年8月17日－2006年2月28日）  |                                 |